# Elementele perioadei 1
Perioada 1 este prima perioadă a tabelului periodic al elementelor și conține două elemente: hidrogenul și heliuul.

## Hidrogenul
Hidrogenul face parte din Grupa I fiind elementul chimic din tabelul periodic al elementelor cu simbolul H și numărul atomic 1.

### Istoric
Hidrogenul a fost cel mai probabil descoperit de alchimiștii evului mediu, care știau potențialul inflamabil al gazului pe atunci necunoscut. Primul experiment atestat în care hidrogenul era implicat a fost realizat de Theophrastus Bombastus von Hohenheim (cunoscut sub pseudonimul Paracelsus).

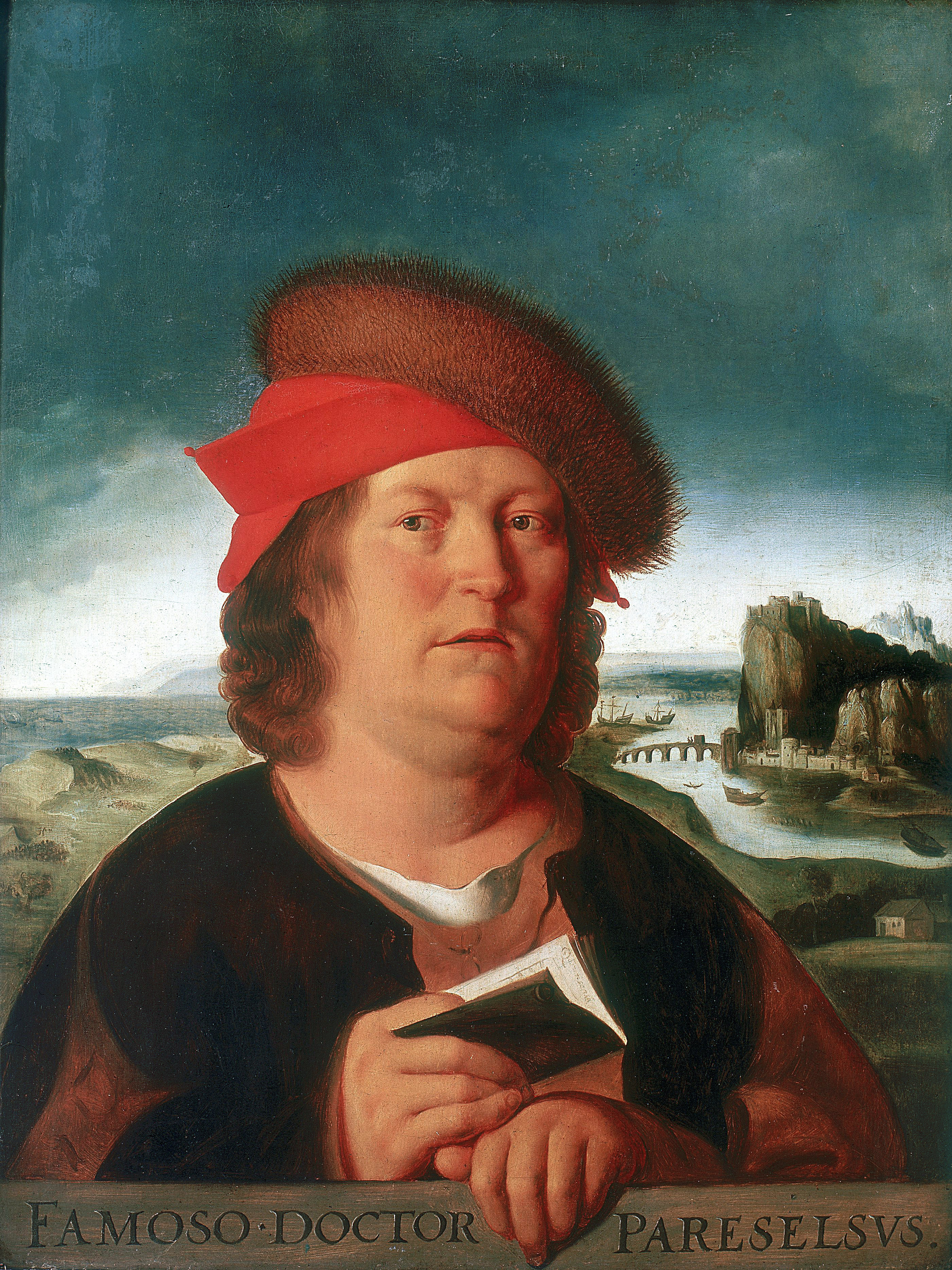
Paracelsus - autorul primulului experiment atestat în care era implicat hidrogenul

### Configurația electronică
Acesta are structura electronică 1s fiind cel mai simplu element chimic din acest punct de vedere. Datorită singurului electron pe care-l conține atomul de Hidrogen, acesta are tendința unică de a-și forma structura de dublet. În acest mod Hidrogenul poate pune în comun un e- cu un alt element.

### Combinațiile hidrogenului
- Apa H2O
- Hidruri
  - Ale metalelor alcaline LiH, NaH, KH, RbH, CsH
  - Ale metalelor alcalino-pamantoase MgH2, CaH2, BaH2
  - Ale metalelor pamantoase AlH3
- Acizi
  - Acizi tari H2SO4, HCl, HNO3
  - Acizi de tărie medie HI, H3PO4
  - Acizi slabi H2CO3, H2SiO3
- Baze
  - Baze tari NaOH, KOH
  - Baze slabe Ca(OH)2, Ba(OH)2

## Heliul
Heliul face parte din grupa a VIII-a, a gazelor rare.  Heliul este elementul chimic cu numărul atomic 2 și este reprezentat prin simbolul He. Este un gaz monoatomic inert, incolor, inodor, insipid, ce este primul în grupa sa în tabelul periodic al elementelor. Are cel mai scăzut punct de fierbere și cel mai scăzut punct de topire dintre elementele chimice și se prezintă doar în stare gazoasă, în afara unor condiții extreme.
Format:POrtal